# Futebol Clube Cascavel
O Futebol Clube Cascavel (conhecido como FC Cascavel ou ainda Cascavel e cujo acrônimo é FCC), é um clube de futebol brasileiro, da cidade de Cascavel, Paraná. Foi fundado em 16 de Janeiro de 2008, suas cores são o amarelo e preto e manda seus jogos no Estádio Olímpico Regional - Jacy Miguel Scanagatta, com capacidade para 30.000 pessoas. Atua na primeira divisão do campeonato Paranaense.

## História

### Fundação
O clube foi fundado em 16 de janeiro de 2008, através de pentacampeão do mundo de futebol Juliano Belletti, que financiou a construção do centro de treinamento Belletti Sports, com dois campos para treino em medidas oficiais e alojamento para seus jogadores. Com o CT pronto, a intenção de formar um novo clube começou a tomar forma e o segundo passo foi investir nas categorias de base. Partindo do intuito de promover e ajudar o futebol de base na cidade e região oeste do Paraná, iniciou suas atividades em 23 de janeiro de 2008.
Em 2009, a equipe participou da Terceira Divisão do Paranaense.

### O primeiro jogo
A primeira partida oficial foi no dia 2 de agosto de 2009, contra o Matsubara, cujo resultado foi de  4 x 0, em favor do FCC. A escalação foi à seguinte: Índio; Luizinho, Magrão, Bruno, Evandro; Felipe, Caul, Marcelo Soares e Tiaguinho; Jessé e Pedrão. Os gols foram marcados por: Magrão, Tiaguinho, Marcelo Soares e Pedrão.

### 2009/2011
A primeira participação do clube em competições profissionais foi em 2009, pela "Terceirona". Com boa campanha, conseguiu o acesso a Segunda divisão, depois de terminar como vice-campeão ao ser derrotado pelo Pato Branco na final.
Em 2010, disputando a "Divisão de Acesso" e  com parceria com o Grêmio Prudente, do interior de São Paulo, o clube foi eliminado logo na primeira fase e encerrando prematuramente a aliança com a equipe paulista. Em 2011, ficou em oitavo colocado na classificação geral.

### 2012/13
Em 2012, em um desacordo da diretoria com a Federação de Futebol e a prefeitura da cidade sobre o estádio, o clube desistiu de participar da Divisão de Acesso 2012. E para equilibrar o seu balanço financeiro, o centro de treinamentos foi vendido para o ex-deputado Joni Varisco, além da extinção das categorias de base.
Em 9 de abril de 2013, o clube retorno as atividades profissionais e de base, elegendo um novo presidente, o ex- Secretário de Esportes do município, Juarez Luis Berté.
Em 27 de junho de 2013, foi aprovado a reformulação do escudo, bem como adotado novas cores para a camisa do time.
Com a desistência no ano anterior, o clube foi, automaticamente, rebaixado para a terceira divisão, e com o retorno de suas atividades, o clube conquistou o título da terceira divisão do campeonato paranaense de 2013, conquistando o direito de disputar a segunda divisão do ano seguinte.

### 2014
O ano de 2014 o clube conquistou o título da segunda divisão do campeonato paranaense e, consequentemente, o acesso à primeira divisão estadual.

### 2015 a 2018
Entre 2015 e 2018, o clube terminou o Campeonato Paranaense em posições intermediárias, como: 2015 na oitava colocação, 2016 na nona colocação, 2017 na sétima colocação e 2018 na oitava colocação.

### 2019
Em 2019, o clube terminou em primeiro no seu grupo, classificando-se com uma rodadas de antecedência, ao vencer o Foz do Iguaçu pelo placar de 2 x 0 com gols de Oberdan e Diego Torres, chegando então a semifinal da Taça Barcímio Sucupira onde foi eliminado em casa após perder nos pênaltis para a equipe do Coritiba. No returno do campeonato, acabou em sexto lugar na Taça Dirceu Krüger, terminando na sétima colocação na classificação geral do Campeonato Paranaense 2019 e conquistando uma vaga para a Campeonato Brasileiro Série D de 2020.
Em junho de 2019 o clube criou, em parceria com o APAE Cascavel, uma equipe de futsal específica para pessoas com Síndrome de Down e assim participar dos campeonatos, nacionais e internacionais, do "Futsal Down". Na primeira competição da equipe, conquistou o 4º lugar no "Campeonato Brasileiro de Futsal Down", sediado na cidade de Luiz Antônio.

### 2020
Em 2020, o clube fez uma das suas melhores temporadas desde sua fundação, ficando em 3° na classificação geral do Campeonato Paranaense 2020, conquistando uma vaga para o Campeonato Brasileiro série D de 2021 e uma inédita vaga para a Copa do Brasil 2021.
O clube também fez a sua estreia no Campeonato Brasileiro serie D, terminando a primeira fase em 4° lugar e sendo eliminado na segunda fase pelo Gremio Novorizontino, ficando em 21° na classificação geral do campeonato.

### 2021
Em 2021, o clube foi vice-campeão do Campeonato Paranaense 2021, conquistando uma vaga para o Campeonato Brasileiro série D de 2022 e novamente uma vaga para a Copa do Brasil 2022.
Além disso disputou a Copa do Brasil pela primeira vez, eliminando o Figueirense na primeira fase e sendo eliminado pelo Avaí na segunda fase.

### 2023
Em 2023, o clube faz novamente uma boa campanha no estadual, sagrando-se mais uma vez vice-campeão do Campeonato Paranaense 2023, conquistando uma vaga para o Campeonato Brasileiro série D de 2024 e uma vaga para a Copa do Brasil 2024.

## Títulos
| Estaduais | Estaduais                                | Estaduais | Estaduais        |
|           | Competição                               | Títulos   | Temporadas       |
| --------- | ---------------------------------------- | --------- | ---------------- |
|           | Campeonato Paranaense - Segunda Divisão  | 1         | 2014             |
|           | Campeonato Paranaense - Terceira Divisão | 1         | 2013             |
|           | Campeão do Interior                      | 3         | 2020, 2021, 2023 |

## Campanhas em destaque

### Profissional
- Vice-Campeão da Terceira Divisão 2009
- Vice-Campeão Taça FPF 2017 Sub 23.
- Semi-Final Taça Barcímio Sucupira Júnior 2019.[25]
- Semi-Final Campeonato Paranaense Futebol 2020.[26]
- Vice-Campeão Campeonato Paranaense de Futebol de 2021.
- Vice-Campeão Campeonato Paranaense de Futebol de 2023.

### Categorias de base
- Vice-campeão Paranaense Sub-19 de 2017.[27]
- Campeão Copa Assis Sub-17 de 2018.[28]
- Campeão Municipal de Cascavel Sub-17 de 2018.[29]
- 4º lugar Campeonato Brasileiro Down 2019.[30]
- Campeão I Copa Cidade de Cascavel Sub-13 e Sub-15 de 2020.[31]
- Vice-campeão I Copa Cidade de Cascavel Sub-11 de 2020.[32]
- Campeão Copa Abravi 15 anos, Sub-11, Sub-13, Sub-15 de 2022.[33]
- Campeão Regional Copa Bom de Bola, Sub-16, Sub-21 de 2023. [34]

## Estatísticas

### Participações
|  | Participações em 2025 |

| Competição | Competição            | Temporadas | Melhor campanha             | Estreia | Última | P | R |
| Paraná     | Campeonato Paranaense | 11         | Vice-campeão (2021 e 2023)  | 2015    | 2025   |   | – |
| Paraná     | Segunda Divisão       | 3          | Campeão (2014)              | 2010    | 2014   | 1 | 1 |
| Paraná     | Terceira Divisão      | 2          | Campeão (2013)              | 2009    | 2013   | 2 |   |
| Brasil     | Série D               | 6          | 21º colocado (3 vezes)      | 2020    | 2025   | – |   |
| Brasil     | Copa do Brasil        | 5          | 2ª fase (2021, 2022 e 2025) | 2021    | 2025   |   |   |

## Estádio

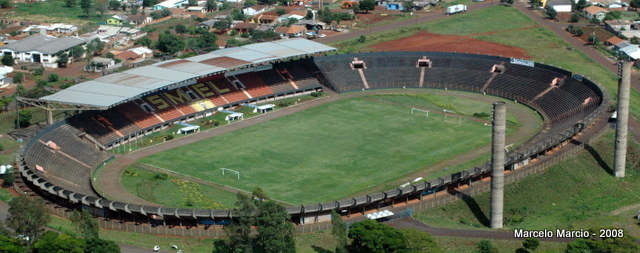
Foto do Estádio Olímpico Regional

O Estádio Olímpico Regional Jacy Miguel Scanagatta mais conhecido como Olímpico regional, é a casa do FC Cascavel e sua capacidade é de 28.125 espectadores. Foi inaugurado em 10 de novembro de 1982, em uma partida amistosa entre Cascavel E.C. e São Paulo cujo placar foi de 1 a 0 em favor da equipe da paulista.

## Recordes de público
- Paranaense 2023, FC Cascavel 1 X 2 Athletico Paranaense, no Estádio Olímpico Regional, 26.155 torcedores.[35]
- Paranaense 2022, FC Cascavel 3 X 4 Athletico Paranaense, no Estádio Olímpico Regional, 13.594 torcedores.[36]
- Paranaense 2020, FC Cascavel 1 X 0 Athletico Paranaense no Estádio Olímpico Regional,  13.443 torcedores.[37]
- Semi-Final Taça Barcímio Sicupira, FC Cascavel 0(3) X (5)0 Coritiba no Estádio Olímpico Regional, 11.051 torcedores.[38]

## Jogadores em destaque
- Wagner de Medeiros Libano ( Libano) fez sua estreia em 2018 e está em sua quinta temporada pelo FC Cascavel, atualmente o lateral direito já entrou em campo 150 vezes vestindo a camisa aurinegra.[39]
- Robson Ferreira (Robinho) fez sua estreia em 2020, esta em sua terceira temporada FC Cascavel, e se tornou o maior artilheiro da história do clube com 31 gols marcados em 114 partidas disputadas com a camisa aurinegra.[carece de fontes?]
- William Gomes fez sua estréia em 2020, e jogou por três temporadas com a camisa do FC Cascavel, entrou em campo 85 vezes marcando 9 gols.[carece de fontes?]
- Jhonatan Martins da Cunha (Duda) fez sua estreia em 2014 e conquistando junto ao FC Cascavel o título de campeão Paranaense Segunda Divisão, participou tambem da campanha de 2015 na estréia Aurinegra na elite do futebol Paranaense, retornando ao clube nas históricas campanhas de 2019, 2020 e para completar 5 temporadas participará do elenco em 2021, ao todo Duda entrou em campo 83 vezes vestindo a camisa do FC Cascavel.[40]
- Léo Itaperuna está em sua terceira temporada no FC Cascavel, e se tornou o segundo maior artilheiro na história do time, fez sua estréia em 2020 e vestiu a camisa em 77 partidas e marcando 19 gols com o time do oeste oaranaense.[carece de fontes?]
- Oberdan Alionço de Lima ( Oberdan ) fez sua estréia pelo sub-23 do FC Cascavel em 2017 pela Taça FPF, em 2018 foi promovido a equipe principal e desde então foi o volante da equipe por quatro temporadas entrando em campo 65 vezes e marcando 5 gols, em 2021 foi emprestado ao Figueirense Futebol Clube para disputa do Brasileiro serie C.[carece de fontes?]

## Treinadores em destaque
- Marcelo Caranhato:[41] o treinador comandou o FC Cascavel na temporada 2020  e conquistou o 3° lugar no Campeonato Paranaense 2020, levando o time novamente ao Campeonato Brasileiro serie D de 2021 e uma inédita vaga na Copa do Brasil 2021. Terminou o Campeonato Brasileiro série D 2020 em 21°.[41]
- Paulo Foiani:[42] o treinador comandou o FC Cascavel por 3 temporadas, em 2014 no Campeonato Paranaense 2ª Divisão, conquistando o título e também o acesso inédito ao Paranaense 1ª Divisão, e em 2015 se mantendo na elite do futebol Paranaense. Retornou no Campeonato Paranaense 2019 conquistando a vaga inédita ao Campeonato Brasileiro serie D 2020.[43][42]

## Clássicos e rivalidades

### Clássico do Veneno
O Clássico do Veneno era o nome dado para o confronto entre o Futebol Clube Cascavel e o Cascavel Clube Recreativo. A primeira partida oficial entre as duas equipes foi realizada no dia 31 de março de 2019 no Estádio Olímpico Regional de Cascavel, partida válida pela última rodada da Taça Dirceu Krüger, na segunda fase do Campeonato Paranaense de Futebol 2019.
Foram realizadas três partidas entre as duas equipes sendo dois empates e uma vitória para o FC Cascavel, a última partida realizada foi no dia 1 de Abril de 2021 pelo Campeonato Paranaense, onde o FC Cascavel empatou com Cascavel CR pelo placar de 3x3.
Atualmente esse confronto não ocorre mais, pois o Cascavel CR mudou de nome, de cores e de cidade.

## Torcidas e organizações

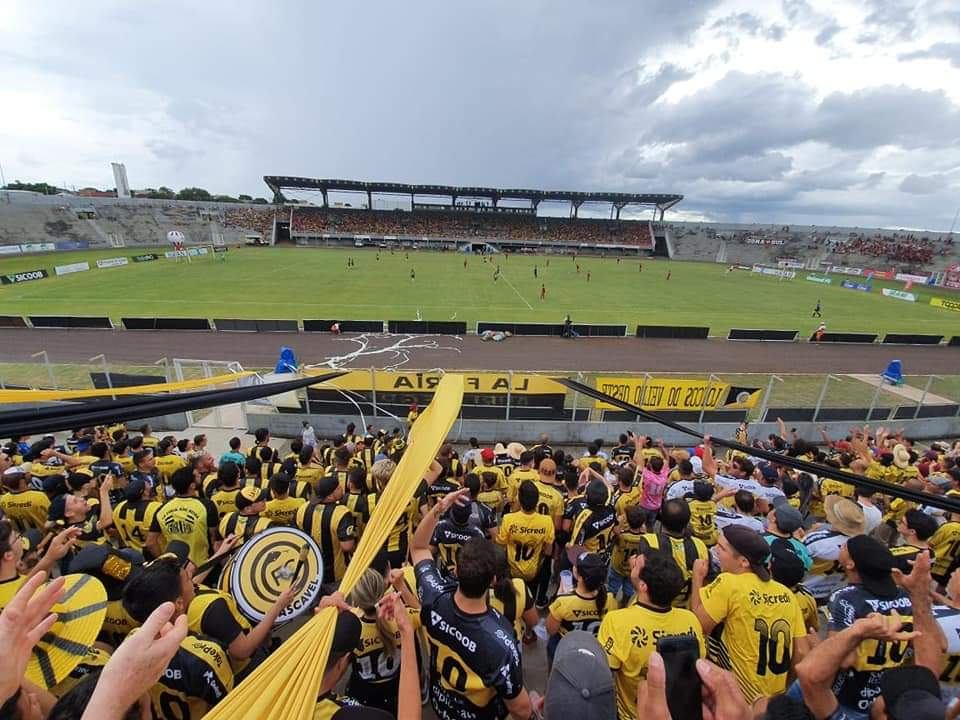
Partida do Futebol Clube Cascavel

A Lá Fúria Aurinegra foi fundada no ano de 2014, por um grupo de amigos com a ideia de inovação e apoio ao FC Cascavel, que na época estava disputando o Paranaense 2° Divisão, conquistando o título da segundona naquele ano e o acesso ao Paranaense 1° Divisão pela primeira vez na sua história. A Lá Fúria Aurinegra acompanha o FC Cascavel em todos seus jogos dentro e fora de casa,  desde as categorias de base até a equipe profissional.

## Mascote
Mascote Infantil
Guizinho é o nome dado ao mascote infantil do FC Cascavel, foi criado em 2020 com o intuito de aproximar as crianças do clube, o nome foi escolhido pelo torcedor através das redes sociais da Serpente.

## Ranking da CBF
Ranking da CBF atualizado em novembro de 2022. O Ranking  nacional de clubes foi criado pela Confederação Brasileira de Futebol para pontuar e organizar todos os clubes de futebol do Brasil.
- Posição 74°;
- Pontuação 1086 pontos.[57]